# Траушвиц
Тра́ушвиц или Тру́шецы (нем. Trauschwitz; в.-луж. Trušecy) — сельский населённый пункт в городских границах Вайсенберга, район Баутцен, федеральная земля Саксония, Германия. Входит в состав городского района Ностиц.

## География
Располагается на правом берегу реки Лёбауэр-Вассер, славянское наименование — Любата (нем. Löbauer Wasser, в.-луж. Lubata) примерно в пяти километрах южнее Вайсенберга. На северо-западе от деревни находится холм Штромберг, славянское наименование — Во́смужова-Го́ра, Ву́змужова-Го́ра. Стро́ма-Го́ра (нем. Strohmberg, в.-луж. Wósmužowa hora, Wusmužowa hora, Stroma hora).
Через деревню с севера на юг проходит автомобильная дорога K7279, которая на юго-западе от деревни соединяется с автомобильной дорогой S112.
Соседние населённые пункты: на севере — деревня Ностиц (Носачицы, в городских границах Вайсенберга), на востоке — деревня Лаутиц (Лувочицы, в городских границах Лёбау), на юго-востоке — деревня Глоссен (Глушина, в городских границах Лёбау), на юге — деревня Грубе (Яма, в городских границах Вайсенберга), на юго-западе — деревня Краппе (Храпов, в городских границах Лёбау) и на северо-западе — деревня Зерка (Жарки, в городских границах Вайсенберга).

## История
Впервые упоминается в 1345 году под наименованием «Trußkowicz». В 1994 году деревня в результате муниципальной реформы вошла вместе с Ностицем в границы Вайсенберга.
Исторические немецкие наименования:
- Trußkowicz, 1345
- Trußkewicz, 1348
- Trawschitcz, Trawschnitcz, 1485
- Trawßenitz, 1487
- Draußnitz, 1504
- Drawschig, 1515
- Traußwicz, 1567
- Trauschwitz, 1732
- Drauschwitz, 1777

## Население
Официальным языком в населённом пункте, помимо немецкого, является также верхнелужицкий язык.
В настоящее время деревня входит в состав культурно-территориальной автономии «Лужицкая поселенческая область», на территории которой действуют законодательные акты земель Саксонии и Бранденбурга, содействующие сохранению лужицких языков и культуры лужичан.
| 1834 | 1871 | 1890 |
| ---- | ---- | ---- |
| 124  | 139  | 190  |